# Pyrgospira ostrearum
Pyrgospira ostrearum é uma espécie de gastrópode do gênero Pyrgospira, pertencente a família Pseudomelatomidae.